# Flagge Amerikanisch-Samoas
Die Flagge von Amerikanisch-Samoa wurde am 24. April 1960 angenommen.
Die Flagge ist von blauer Farbe mit einem rot umrandeten weißen Dreieck, dessen Basis im Flugteil liegt. Ein Weißkopfseeadler im weißen Feld symbolisiert die enge Verbundenheit der Inseln zu den USA. In seinen Krallen hält der Adler traditionelle Symbole der samoanischen Häuptlinge.